# Henry Cöster
Henry Cöster, född 22 september 1945, är en svensk teolog. Cöster blev docent i Lund 1975 på avhandlingen Människa, hopp, befrielse. Han har utifrån en fenomenologisk-hermeneutisk ansats arbetat med berättelse och befrielse i teologisk betydelse. Cöster har också verkat inom etiken.